# Maximilian Wöber
Maximilian Wöber (Bécs, 1998. február 4. –) osztrák válogatott labdarúgó, a Werder Bremen játékosa kölcsönben a Leeds United csapatától.

## Pályafutás

### Klubcsapatokban
Maximilian Wöber 1998-ban született, pályafutását a Rapid Wien ifjúsági csapatában kezdte.
2015-ben került fel az élvonalban szereplő csapat első keretéhez. 2016. február 25-én mutatkozott be a bécsiek felnőtt együttesében, miután az Ernst Happel Stadionban a 2015–2016-os Európa-liga kieséses szakaszában a kezdőcsapatba jelölte a Valencia elleni hazai mérkőzésen. 2016. április 5-én írta alá első profi szerződését. 2016 novemberében mutatkozott be az osztrák Bundesligában a Wolfsberger AC elleni bajnokin. Első gólját 2017. július 22-én szerezte meg az SV Mattersburg ellen 2-0-ra megnyert bajnokin.
2017 augusztusában aláírt a holland Ajax Amszterdamhoz, amely 7, 5 millió eurót fizetett érte a Rapid Wiennek.
2019. január 11-én aláírt a spanyol Sevilla csapatához. A spanyol klub 10,5 millió eurót fizetett érte, 2023 nyaráig szóló szerződést kötött Wöberrel, aki a szezon hátralevő részét hivatalosan kölcsönben töltötte a klubnál. 2019. január 26-án debütált új csapatában egy Levante ellen 5-0-ra megnyert bajnoki mérkőzésen.
2019 nyarán a Red Bull Salzburg szerződtette 12 millió euróért, Wöber pedig öt évre írt alá.
2022. január 3-án  négy és fél évre szóló szerződést kötött a Leeds United csapatával. Július 31-én a német Borussia Mönchengladbach csapata kölcsönben szerződtette. 2025. július 4-én vételi opcióval kölcsönbe került a Werder Bremen csapatához.

### A válogatottban
Wöber a 2018-as világbajnoki selejtezősorozatban, a szerbek elleni 3–2-es győzelem alkalmával mutatkozott be az osztrák válogatottban, 2017. október 6-án. 2024. június 7-én Ralf Rangnick szövetségi kapitány 26 fős keretébe bekerült, amely a 2024-es labdarúgó-Európa-bajnokságra utazott.

## Statisztika
2023. május 28-án frissítve.
| Klub                               | Szezon   | Bajnokság                  | Bajnokság     | Bajnokság | Országos kupa | Országos kupa | Nemzetközi kupa | Nemzetközi kupa | Egyéb         | Egyéb | Összesen      | Összesen |
| Klub                               | Szezon   | Bajnokság                  | Pályára lépés | Gól       | Pályára lépés | Gól           | Pályára lépés   | Gól             | Pályára lépés | Gól   | Pályára lépés | Gól      |
| ---------------------------------- | -------- | -------------------------- | ------------- | --------- | ------------- | ------------- | --------------- | --------------- | ------------- | ----- | ------------- | -------- |
| Rapid Wien                         | 2015–16  | Bundesliga                 | 0             | 0         | 0             | 0             | 1               | 0               | 0             | 0     | 1             | 0        |
| Rapid Wien                         | 2016–17  | Bundesliga                 | 11            | 0         | 4             | 1             | 2               | 0               | 0             | 0     | 17            | 1        |
| Rapid Wien                         | 2017–18  | Bundesliga                 | 5             | 1         | 1             | 0             | 0               | 0               | 0             | 0     | 6             | 1        |
| Rapid Wien                         | Összesen | Összesen                   | 16            | 1         | 5             | 1             | 3               | 0               | 0             | 0     | 24            | 2        |
| Rapid Wien II                      | 2015–16  | Austrian Regionalliga East | 20            | 1         | 0             | 0             | 0               | 0               | 0             | 0     | 20            | 1        |
| Rapid Wien II                      | 2016–17  | Austrian Regionalliga East | 8             | 2         | 0             | 0             | 0               | 0               | 0             | 0     | 8             | 2        |
| Rapid Wien II                      | Összesen | Összesen                   | 28            | 3         | 0             | 0             | 0               | 0               | 0             | 0     | 28            | 3        |
| Ajax                               | 2017–18  | Eredivisie                 | 22            | 1         | 1             | 0             | 0               | 0               | 0             | 0     | 23            | 1        |
| Ajax                               | 2018–19  | Eredivisie                 | 8             | 0         | 2             | 0             | 6               | 0               | 0             | 0     | 16            | 0        |
| Ajax                               | Összesen | Összesen                   | 30            | 1         | 3             | 0             | 6               | 0               | 0             | 0     | 39            | 1        |
| Jong Ajax                          | 2017–18  | Eerste Divisie             | 1             | 0         | —             | —             | —               | —               | —             | —     | 1             | 0        |
| Sevilla (kölcsön)                  | 2018–19  | La Liga                    | 7             | 0         | 0             | 0             | 1               | 0               | 0             | 0     | 8             | 0        |
| Red Bull Salzburg                  | 2019–20  | Osztrák Bundesliga         | 24            | 0         | 3             | 0             | 7               | 0               | —             | —     | 34            | 0        |
| Red Bull Salzburg                  | 2020–21  | Osztrák Bundesliga         | 20            | 0         | 5             | 1             | 9               | 0               | —             | —     | 34            | 1        |
| Red Bull Salzburg                  | 2021–22  | Osztrák Bundesliga         | 22            | 4         | 5             | 1             | 9               | 1               | —             | —     | 36            | 6        |
| Red Bull Salzburg                  | 2022–23  | Osztrák Bundesliga         | 15            | 1         | 3             | 1             | 3               | 0               | —             | —     | 21            | 2        |
| Red Bull Salzburg                  | Összesen | Összesen                   | 81            | 5         | 16            | 3             | 28              | 1               | —             | —     | 125           | 9        |
| Leeds United                       | 2022–23  | Premier League             | 16            | 0         | 3             | 0             | —               | —               | —             | —     | 19            | 0        |
| Borussia Mönchengladbach (kölcsön) | 2023–24  | Bundesliga                 | 0             | 0         | 0             | 0             | —               | —               | —             | —     | 0             | 0        |
| Összesen                           | Összesen | Összesen                   | 179           | 10        | 27            | 4             | 38              | 1               | 0             | 0     | 244           | 15       |